# Пођо Нативо
Пођо Нативо (итал. Poggio Nativo) је насеље у Италији у округу Ријети, региону Лацио.
Према процени из 2011. у насељу је живело 786 становника. Насеље се налази на надморској висини од 419 м.

## Становништво
Према резултатима пописа становништва 2011. у општини је живело 2.456 становника.
| 1931. | 1936. | 1951. | 1961. | 1971. | 1981. | 1991. | 2001. | 2011. |
| ----- | ----- | ----- | ----- | ----- | ----- | ----- | ----- | ----- |
| 1.905 | 2.049 | 2.030 | 1.778 | 1.541 | 1.522 | 1.801 | 2.049 | 2.456 |